# Phanerotoma ichneutiptera
Phanerotoma ichneutiptera är en stekelart som först beskrevs av Joseph Vachal 1907.  Phanerotoma ichneutiptera ingår i släktet Phanerotoma och familjen bracksteklar. Inga underarter finns listade i Catalogue of Life.